# 후기 근대성
후기 근대성(혹은 액체 근대성, 성찰적 근대성)은 포스트근대 혹은 포스트모더니즘으로 알려진 시대 다음의 근대성으로, 정보 혁명을 바탕으로 한 현대의 고도로 발달된 사회 혹은 사회 변천의 구성 요소이다.

## 포스트 모더니티와의 차이점
스콧 래쉬, 울리히 벡, 지그문트 바우만과 앤서니 기든스 등의 사회학자와 사회 이론가들은 탈근대성이 아닌 '후기'(late) 혹은 '성찰적'(reflexive) 근대성의 시기로 접어들고 있다고 논의한다. 이는 근대성의 부정적인 측면의 폭로와 그에 대한 직면을 뜻한다. 또한 앤서니 기든스는 고도화 된 근대성에서 많은 부분이 변화하지 않았다고 하나, 아직 근본적으로 근대성의 종언이 일어나지 않았다고 주장한다.

## 액체 근대 / 액체 근대성
지그문트 바우만은 기존의 근대성이 '무거운 것'으로, 그리고 체계적이라는 말과 함께 오늘을 살아가는 세대들의 삶을 구성하는 근대성과 너무나도 다른 것이라고 주장하면서 '가벼운' 혹은 '액체' 근대성이라는 아이디어를 내놓았다. 즉, '고체' 근대는 상호 결속의 시대였으나, '유동적인', '액체' 근대는 결속 끊기, 회피, 손쉬운 도주, 절망에 찬 추격의 시대라고 주장한다.또한 개인의 입장에서, 공적 공간은 사적인 근심거리들이 더 이상 사적인 것이 아니게 되는등 공적 공간에서 더욱더 공적 현안들이 없어지고 있다고 주장했다. 즉, 개인화에 대한 압력에 처한 개인은 점진적이면서도 지속적으로 시민의식이라는 보호 장비를 빼앗긴다고 보았다.

## 성찰적 근대성

### 앤서니 기든스의 사회적 성찰성
앤서니 기든스는 우리가 현재 '질주하는 세계'에 살고 있다고 진단하며, 이 세계는 울리히 벡이 진단하는 종류의 새로운 위험과 불확실성을 특징으로 하고 있다. '사회적 성찰성'(Social Reflexivity)은 우리가 살아가는 환경과 상황에 대해 끊임없이 생각하고 돌아보는 것을 가리키는 단어이다. 정보화 시대에 산다는 것 역시 사회적 성찰성이 증대하는 것을 의미한다. 또한 엔서니 기든스는 질주하는 세계라는 구상이 필연적으로 미래에 대한 통제력을 상실할 수 밖에 없음을 함축하는 것은 아니라고 주장한다. 또한 학계의 '전문가'와 '비전문가'의 구분은 확고하지 않다고 보고 있으며, 이런 추세로 본다면, 성찰성은 사회적 삶의 더 많은 분야로 계속해서 확대될 것이라고 보고 있다.

### 울리히 벡의 사회적 성찰성
울리히 벡 역시 포스트모더니즘을 거부하고 있다. 우리는 '근대를 넘어선' 세계에 살고 있기보단, 그가 '제2차 근대성'이라고 부르는 국면으로 진입하고 있다. 벡의 성찰성 개념은 근대화의 부작용에서 비롯된 근대화에 대한 반성과 근대화의 성찰성에 중점을 두고 있다. 또한 이런 성찰성은 자동화된 근대화 과정에서 나온 근대화 자체의 부수적 산물 에 대한 체계적 진단을 의미한다. 따라서 성찰성 개념은 자기 대면적인 것을 의미한다.

## 같이 보기
- 정보화 사회
- 신자유주의
- 탈공업 사회
- 후기자본주의

## 더 읽어보기
- Ulrich Beck, Anthony Giddens and Scott Lash. 1994. Reflexive Modernization: Politics, Tradition and Aesthetics in the Modern Social Order. Blackwell.
- Beck, Ulrich. 1992. Risk Society. SAGE Publications.
- Giddens, Anthony. 1991. The Consequences of Modernity. Stanford University Press.
- Lash, Scott. 1990. The Sociology of Postmodernism. Routledge.